# Giovanni Giuriati
Giovanni Battista Giuriati (Venezia, 4 agosto 1876 – Roma, 6 maggio 1970) è stato un politico italiano, Presidente della Camera dei deputati e più volte ministro durante il ventennio fascista.

## Biografia
Figlio di Domenico Giuriati, avvocato e deputato della Sinistra storica, e di Giovanna Bigaglia, crebbe in una famiglia dai forti sentimenti patriottici.
Nel 1903 divenne socio dell'associazione Trento e Trieste, di cui nel 1913 fu nominato presidente. Nel 1908 si laureò in Giurisprudenza presso l'Università degli Studi di Padova, diventando in seguito avvocato.

### Prima guerra mondiale
Sostenitore dell'Associazione Nazionalista Italiana, nel 1915, insieme ad alcuni irredentisti italiani residenti nell'Impero austro-ungarico, aiutò la popolazione di Avezzano, colpita dal terremoto della Marsica. Nell'aprile dello stesso anno si arruolò come volontario per la prima guerra mondiale, in cui fu coinvolto in tre importanti episodi: il 21 novembre fu ferito ad Oslavia e decorato di medaglia d'argento; il 22 maggio 1917 fu promosso maggiore per meriti di guerra ed il 19 agosto dello stesso anno, nuovamente ferito sulla Bainsizza, ricevette una seconda medaglia d'argento.
Congedato a conflitto ormai ultimato, tornò in laguna riprendendo l'attività forense ma, nel 1919, seguì Gabriele D'Annunzio nell'Impresa di Fiume, di cui fu capo di gabinetto, e un anno più tardi perorò la causa fiumana alla conferenza di pace svoltasi a Parigi. Come D'Annunzio e molti dei legionari fiumani, fu membro della massoneria. Dopo il Trattato di Rapallo concordò con l'idea della Vittoria mutilata e si iscrisse nel 1919 ai Fasci di combattimento.

### In Parlamento
Fu eletto deputato nel 1921 nella Lista Nazionale, iscrivendosi al gruppo del Partito Nazionale Fascista. Nel marzo 1922 fu presidente dello Stato Libero di Fiume.
Dopo la marcia su Roma del 28 ottobre 1922, cui partecipò come ispettore generale della IV Zona delle squadre fasciste, entrò nel governo Mussolini dapprima come Ministro per le terre liberate dal nemico (31 ottobre 1922-5 febbraio 1923) e poi ministro senza portafoglio (1923-1924). Fu anche presidente del Consiglio superiore dell'emigrazione (1923-1924) e commissario del Governo per la liquidazione dei beni degli ex nemici (1923-1924). Nel 1924 fu rieletto deputato. Fu quindi a capo della missione della crociera commerciale della nave "Italia" in Sudamerica.
Nel 1925 fu ministro dei lavori pubblici, incarico che lasciò quando, dopo la conferma alla Camera nelle elezioni del 1929, fu eletto presidente della Camera dei deputati il 29 aprile 1929.
Come ministro dei lavori pubblici, presiedette a Bergamo un convegno promotore dell'autostrada Torino-Trieste.
Alla carica di presidente della Camera cumulò il 24 settembre 1930 quella di segretario nazionale del Partito Nazionale Fascista. In questa carica gli succedette, nel dicembre 1931, Achille Starace. La sostituzione alla segreteria avvenne soprattutto a causa dell'indiscriminata epurazione nelle file degli iscritti al partito (120.000 esclusioni) e dei contrasti con la Chiesa sull'Azione cattolica. 
Nel gennaio 1934 decise di non ricandidarsi alla Camera, nonostante la richiesta dello stesso Mussolini, rifiutando anche la nomina ad ambasciatore a Berlino. 
Nel febbraio 1934 cessò di far parte del Gran consiglio del fascismo, ma nello stesso anno (il 1º marzo) fu nominato senatore del Regno, dedicandosi anche all'avvocatura.
Nel 1941, durante la seconda guerra mondiale, fu presidente della commissione legislativa Forze armate del Senato.
Il 26 febbraio 1943, sessantasettenne, venne nominato generale di brigata della riserva. Dopo l'8 settembre 1943 si stabilì a Cortina d'Ampezzo: Pavolini e Buffarini Guidi gli chiesero di diventare il nuovo ministro degli esteri della Repubblica Sociale Italiana, ma egli preferì rifiutare.
Nel luglio 1944 fu dichiarato decaduto da senatore del Regno.
Dopo la conclusione della seconda guerra mondiale venne processato per il sostegno al fascismo, ma fu assolto (1947): da quel momento si trasferì a Roma, non occupandosi più di politica.

## Opere
- La vigilia (gennaio 1913 - maggio 1915), 1930
- Il duca d'Aosta cittadino della riscossa italica, 1931
- Con D'Annunzio e Millo in difesa dell'Adriatico, 1954
- La parabola di Mussolini nei ricordi di un gerarca, Laterza, Bari, 1981.